# Conus distans
Espèce
Statut de conservation UICN

 LC  : Préoccupation mineure
Conus distans est une espèce de mollusques gastéropodes marins de la famille des Conidae.
Comme toutes les espèces du genre Conus, ces escargots sont prédateurs et venimeux. Ils sont capables de « piquer » les humains et doivent donc être manipulés avec précaution, voire pas du tout.

## Description
La longueur de la coquille varie entre 30 mm et 137 mm.
La coquille, de couleur fauve jaunâtre, présente des bandes blanches obsolètes dans la partie centrale et supérieure, parfois les bandes ne sont pas continues, mais consistent en des marques obliques irrégulières. Le verticille est entouré de lignes imprimées obsolètes. Il est taché de violet-châtaigne vers la base. La spire basse est convexe, avec des tubercules arrondis plutôt obtus. L'intérieur blanc est taché de violet clair. 

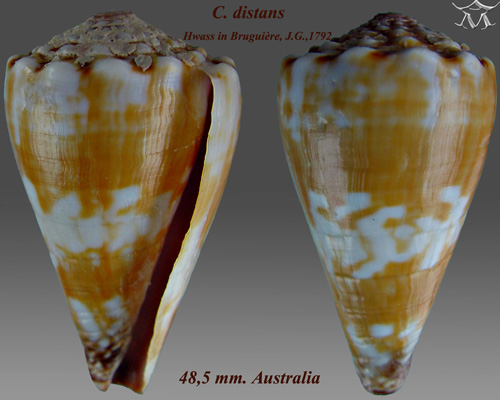
Conus distans Hwass in Bruguière, 1792.

## Distribution
Cette espèce marine est présente dans la mer Rouge, dans le Pacifique tropical Indo-Ouest et au large de la Papouasie-Nouvelle-Guinée et de l'Australie (le Territoire du Nord, le Queensland et l'Australie-Occidentale).

### Niveau de risque d’extinction de l’espèce
Selon l'analyse de l'UICN réalisée en 2011 pour la définition du niveau de risque d'extinction, cette espèce se trouve dans tout l'Indo-Pacifique, à l'exception de l'Inde et de la mer d'Arabie. Il s'agit d'une espèce à large répartition et elle est commune dans toute son aire de répartition. Il n'y a pas de menaces majeures connues, elle est donc classée dans la catégorie préoccupation mineure.

## Taxonomie

### Publication originale
L'espèce Conus distans a été décrite pour la première fois en 1792 par le conchyliologiste danois Christian Hee Hwass (1731-1803) dans la publication intitulée « Encyclopédie méthodique ou par ordre de matières Histoire naturelle des vers - volume 1 » écrite par le naturaliste français Jean-Guillaume Bruguière (1750-1798),.

### Synonymes
- Conus (Fraterconus) distans Hwass, 1792 · appellation alternative
- Conus (Rhizoconus) chinoi Shikama, 1970 · non accepté
- Conus chinoi Shikama, 1970 · non accepté
- Conus kenyonae Brazier, 1896 · non accepté
- Conus kenyonae var. arrowsmithensis Brazier, 1896 · non accepté
- Conus waterhouseae Brazier, 1896 · non accepté
- Fraterconus distans (Hwass, 1792) · non accepté
- Rhombiconus distans (Hwass, 1792) · non accepté

## Identifiants taxonomiques
Chaque taxon catalogué par les bases de données biologiques et taxonomiques possède un identifiant qui permet d'établir un point de référence. Les identifiants de Conus distans dans les principales bases sont les suivants :
AFD : Conus_(Fraterconus)_distans - BOLD : 85039 - CoL : 5ZXPX - GBIF : 5728218 - iNaturalist : 431942 - IRMNG : 10534578 - NCBI : 527121 - TAXREF : 91938 - UICN : 192305 - WoRMS : 215530 - ZOBODAT : 120326